# كارين دافي
كارين دافي (بالإنجليزية: Karen Duffy)‏ هي عارضة وممثلة أمريكية، ولدت في 23 مايو 1962 بنيويورك في الولايات المتحدة.

## أعمال

### أفلام
- (1993) لاست أكشن هيرو[4][5][6]
- (1994) الغبي والأغبى[7]

## وصلات خارجية
- كارين دافي على موقع IMDb (الإنجليزية)
- كارين دافي على موقع قاعدة بيانات الأفلام العربية
- كارين دافي على موقع إن إن دي بي (الإنجليزية)
- كارين دافي على موقع قاعدة بيانات الفيلم (الإنجليزية)
- كارين دافي على موقع ليتربوكسد (الإنجليزية)